# Celosia persicaria
Celosia persicaria är en amarantväxtart som beskrevs av Schinz. Celosia persicaria ingår i släktet celosior, och familjen amarantväxter. Inga underarter finns listade i Catalogue of Life.